# 捏造と贋作
捏造と贋作（ねつぞうとがんさく）は、日本の音楽ユニットである。1999年に上野耕路&久保田真吾として活動開始し、2006年からは11人編成のバンドとして活動している。ソウル、ラテン、ジャズなどあらゆる音楽の要素を取り込んでいる。

## メンバー
- 久保田真吾（ボーカル）
- 上野耕路（キーボード）
- 秋山久美子（ボーカル）
- 田澤麻美（トランペット）
- 増井朗人（トロンボーン）
- 宮野裕司（アルトサックス）
- 矢島恵理子（バリトンサックス）
- ブラボー小松（ギター）
- 松永孝義（ベース）
- 杉野寿之（ドラム）
- 羽田祐子（ダンス）

## ディスコグラフィー

### アルバム
1. 捏造と贋作（1999年4月21日）「上野耕路&久保田真吾」名義
  1. 密林快男児
  2. ホフマンの舟歌
  3. ピグミー
  4. 歌詞のない3つのメロディー
  5. ランブイエ
  6. 鳥
  7. マリエンバード
  8. ブラーエ＆ケプラー・ディテクティブ・エージェンシー
  9. 青銅の軟体
  10. マネキン人形
  11. ホース・オペラ
  12. 水棲人
  13. エピオルニス
  14. 謎の大洞窟
  15. 指
  16. エチュード・ソリチュード
  17. ファラオの呪い
  18. 戒厳令
  19. アンダー・ザ・バンブー・トゥリー
2. The Lightest Touch（2006年10月18日）Sony Music Direct
  1. Conga(a.k.a.“The Theme of Netszo and Gansaku”)
  2. Roxy Triads
  3. Oh,Johnny!
  4. Les manequins
  5. Bongo Qubongo Singo Swingo
  6. The Aquatic Man
  7. Trois melodies sans paroles I.Rambouillet
  8. Trois melodies sans paroles II.Les oiseaux
  9. Trois melodies sans paroles III.Marienbad
  10. Polonaise(a.k.a.“Anata ga Wakaranai”)
  11. Cha Cha(a.k.a.“Doa wo Akete”)
  12. Dino-Step
  13. Sweet Subtlety
3. ポーラリティ・インテグレーション（極性の統合）（2007年4月4日）Sony Music Direct
  1. Asian Insane
  2. Don Juan or Tristan?
  3. Angel Wings
  4. Le chocolat seducteur
  5. The Wild Cactus
  6. Mazurka
  7. The Spy Who Loved JB Too Much
  8. La vie urbaine
  9. Sunny Raindrops
  10. Youth Song
  11. Millie
  12. Asian Insane(reprise)